# Bois de la Côte à Nogent-en-Bassigny
Bois de la Côte à Nogent-en-Bassigny este o arie protejată (sit de importanță comunitară — SCI) din Franța întinsă pe o suprafață de 9 ha, integral pe uscat.

## Localizare
Centrul sitului Bois de la Côte à Nogent-en-Bassigny este situat la coordonatele 48°00′51″N 5°20′11″E / 48.01417°N 5.33639°E.

## Înființare
Situl Bois de la Côte à Nogent-en-Bassigny a fost declarat arie specială de conservare în baza directivei 92/43 din 1992 referitoare la conservarea habitatelor naturale și a faunei și florei sălbatice pentru a proteja un număr necunoscut de specii din flora spontană și fauna sălbatică aflate în arealul zonei.

## Biodiversitate
Situată în ecoregiunea continentală, aria protejată conține 3 habitate naturale: Pante stâncoase calcaroase cu vegetație casmofită, Păduri de fag Asperulo-Fagetum, Păduri pe pante, grohotișuri și ravene de Tilio-Acerion.
La baza desemnării sitului se află un număr nedeclarat de specii protejate.
Pe lângă speciile protejate, pe teritoriul sitului au mai fost identificate 1 specie de plante.